# Maria Arménia Carrondo
Maria Arménia Carrondo (31 de julio de 1948, Vila Nova de Famalicão, Portugal) es una investigadora portuguesa especializada en la cristalografía de proteínas. Es Catedrática en el Instituto de Tecnología Química y Biológica (ITQB) de la Universidad Nueva de Lisboa y presidente de la Fundación para la Ciencia y la Tecnología (FCT), la principal institución financiadora de la ciencia en Portugal.

## Biografía
Maria Arménia Carrondo nació el 31 de julio de 1948 en Vila Nova de Famalicão, en Portugal. Tras graduarse en ingeniería química en la Universidad de Oporto, realizó un doctorado en cristalografía química en el Imperial College London, entonces perteneciente a la Universidad de Londres. En 1979, un año después de doctorarse, obtuvo una posición como docente en el Instituto Superior Técnico de la Universidad Técnica de Lisboa, donde creó y dirigió un grupo de investigación en cristalografía de moléculas orgánicas, inorgánicas y organometálicas y sirvió como miembro del consejo directivo entre 1984 y 1987. En 1989, participó en la fundación del Instituto de Tecnología Química y Biológica (ITQB), que se integró en la Universidad Nueva de Lisboa en 1990.
Entre 1996 y 2005, desempeñó el cargo de Subdirectora del ITQB; sus funciones incluían la supervisión de la administración y financiación del centro. En 1998, consiguió una cátedra en el ITQB. Entre 2007 y 2013, fue vicerrectora de la Universidad Nueva de Lisboa. En ese puesto, se responsabilizó de coordinar las relaciones internacionales y la calidad de la enseñanza. También fue asesora del consejo directivo de la Fundación para la Ciencia y la Tecnología (FCT) durante la presidencia de Migel de Seabra. Cuando este dimitió, Carrondo fue nombrada como nueva presidente, el 20 de abril de 2015.

## Actividades científicas
Los intereses científicos de Carrondo se centran en la química bioinorgánica y el estudio de proteínas mediante la técnica de cristalografía de rayos X. Es coordinadora de las actividades en esta área en el ITQB y dirige el laboratorio de genómica estructural en dicho centro. Ha investigado moléculas de interés para la medicina, entre ellas varias proteínas relacionadas con el sistema inmune, a menudo en colaboración con compañías farmacéuticas como Schering AG, Merck KGaA y Bial, y ha determinado varias estructuras de metaloproteínas y metaloenzimas. Ha publicado más de ciento cincuenta artículos sobre su trabajo, dos capítulos de libro y ha editado dos libros. Desde 2001 es editora de la publicación científica Journal of Biological Inorganic Chemistry.
Carrondo ha basado gran parte de su labor investigadora en el uso de radiación sincrotrón para estudiar la estructura de proteínas. Con el fin de facilitar a los científicos portugueses el acceso a este tipo de herramientas, coordinó el proceso de adhesión de Portugal al consorcio del ESRF un centro europeo de radiación sincrotrón, y, de 1998 a
2002, representó al Gobierno de Portugal en el Consejo del ESRF. También ha influido en el desarrollo de instalaciones científicas en varios  sincrotrones en Europa, en su calidad de miembro de juntas y comités de evaluación y consulta y ha participado en proyectos para conseguir la integración y coordinación de desarrollo y acceso a instrumentos e infraestructura científica a nivel europeo y mundial.

## Reconocimientos y honores
En el año 2000, Maria Arménia Carrondo fue elegida miembro de la Organización Europea de Biología Molecular (EMBO), una asociación de los mejores científicos europeos en esta disciplina. En 2004, recibió la Medalla Europea de Química Bioiorgánica, otorgada por el Congreso Europeo de Química Bioiorgánica en reconocimiento a sus contribuciones en esta área científica. También ha recibido reconocimientos por parte del Ministerio de Ciencia, la Sociedad Portuguesa de Biofísica y de su municipio natal, Vila Nova de Famalicão, y Oeiras, sede del ITQB. En 2008 obtuvo el Prémio Câmara Pestana, concedido conjuntamente por el Instituto Câmara Pestana y GlaxoSmithKline por su trabajo de investigación sobre el catabolismo del ARN publicado en la revista Nature en 2006.
Fue una de las veinte investigadores portuguesas fotografiadas por Luísa Ferreira. Este retrato, junto con una cita de Carrondo que explica el papel de la cristalografía en la biología y la medicina, apareció en la exposición Mulheres na Ciência («mujeres en la ciencia»), que tuvo lugar en marzo de 2015 en Lisboa.